# Illawarra (geslacht)
Illawarra is een geslacht van spinnen uit de  familie van de Atracidae.

## Soorten
- Illawarra wisharti Gray, 2010